# Chemiré-le-Gaudin
Chemiré-le-Gaudin är en kommun i departementet Sarthe i regionen Pays de la Loire i nordvästra Frankrike. Kommunen ligger i kantonen La Suze-sur-Sarthe som tillhör arrondissementet La Flèche. År 2022 hade Chemiré-le-Gaudin 996 invånare.

## Befolkningsutveckling
Antalet invånare i kommunen Chemiré-le-Gaudin
| Referens: INSEE |